# Kardam da Bulgária
.
Kardam, Príncipe de Tarnovo, Duque da Saxônia (Madrid, 2 de dezembro de 1962 - Madrid, 7 de abril de 2015) foi o filho mais velho de Simeão II da Bulgária e de sua esposa, Margarita Gómez-Acebo e Cejuel. 

## Biografia
Kardam nasceu após a abolição da monarquia búlgara quando seus pais, exilados, viviam em Madri, na Espanha, o país-natal de sua mãe. Como filho de um ex-monarca, era, por cortesia, estilizado muitas vezes como se fosse um príncipe herdeiro. Ele também era conhecido como Kardam da Bulgária e Kardam de Tarnovo, sendo este último o título do herdeiro aparente do trono búlgaro.
Foi casado coo Miriam Hungria, com quem teve dois filhos, Boris e Beltrán. Miriam é atualmente casada com um primo do Rei Abdullah da Jordânia, o Príncipe Ghazi, que é divorciado e tem quatro filhos. 

### Acidente automobilístico e morte
Em 15 de agosto de 2008 ele e sua esposa sofrerem um acidente de carro na cidade de El Molar, de onde  Kardam saiu com politraumatismos, inclusive um trauma cerebral irreversível, e ela com fraturas nas duas mãos e nas costelas e um trauma pulmonar. Ele foi socorrido de helicóptero, mas jamais se recuperou e ficou em estado semivegetativo até morrer de uma infecção pulmonar em 07 abril de 2015.  

## Sumário
- Este artigo foi inicialmente traduzido, total ou parcialmente, do artigo da Wikipédia em inglês cujo título é «Kardam, Prince of Tarnovo».